# エマ・トーマス
エマ・トーマス (Emma Thomas, 1971年12月9日 - ) は、イギリス出身の映画プロデューサーである。
ロンドンのワーキング・タイトル・フィルムズ社でキャリアをスタートし、1997年にクリストファー・ノーランと結婚してからは彼の作品に関わっている。
現在はアメリカ合衆国に住んでいる。

## 作品
- Doodlebug （1997年）
- フォロウィング Following （1998年） 製作
- メメント Memento （2000年） 製作
- バットマン ビギンズ Batman Begins （2005年） 製作
- プレステージ The Prestige （2006年） 製作
- ダークナイト The Dark Knight （2008年） 製作
- インセプション Inception （2010年） 製作
- ダークナイト ライジング The Dark Knight Rises （2012年） 製作
- マン・オブ・スティール Man of Steel （2013年） 製作
- トランセンデンス Transcendence （2014年） 製作
- インターステラー Interstellar （2014年） 製作
- バットマン vs スーパーマン ジャスティスの誕生 Batman v Superman: Dawn of Justice （2016年） 製作総指揮
- ダンケルク Dunkirk （2017年） 製作
- ジャスティス・リーグ Justice League (2017年)　製作総指揮
- TENET テネット Tenet（2020年） 製作
- オッペンハイマー Oppenheimer（2023年） 製作